# Nymphon caldarium
Nymphon caldarium är en havsspindelart som beskrevs av Stock, J.H. 1987. Nymphon caldarium ingår i släktet Nymphon och familjen Nymphonidae. Inga underarter finns listade i Catalogue of Life.